# Танагрик чорнощокий
Танагрик чорнощокий (Hemithraupis guira) — вид горобцеподібних птахів родини саякових (Thraupidae). Мешкає в Південній Америці.

## Опис
Довжина птаха становить 13 см, вага 10 г. Виду притаманний статевий диморфізм. У самців обличчя і горло чорні, над очима жовті "брови", які переходять у жовтий "комірець" на шиї. На грудях рудувато-оранжевий "комірець". Нижня частина тіла сірувато-біла, гузка жовта, спина оливкова. У самиць голова оливкова, над очима тонкі жовті "брови". Груди оливково-жовті, боки сіруваті, живіт білувато-жовтий.

## Таксономія
Чорнощокий танагрик був науково описаний шведським натуралістом Карлом Ліннеєм у дванадцятому виданні його праці Systema Naturae під біномінальною назвою Motacilla guira. При описі виду Лінней опирався на опис птаха "Guira-guaça beraba", зроблений німецьким натуралістом Георгом Маркграфом у 1648 році, в праці Historia Naturalis Brasiliae. Типовою місцевістю є штат Пернамбуку на сході Бразилії. Пізніше вид був переведений до роду Танагрик (Hemithraupis), введеного німецьким орнітологом Жаном Кабанісом у 1851 році.

### Підвиди
Виділяють вісім підвидів:
- H. g. nigrigula (Boddaert, 1783) — північ центральної Колумбії, Венесуела, Гвіана і північно-східна Бразилія;
- H. g. roraimae (Hellmayr, 1910) — тепуї на південному сході Венесуели та на заході Гаяни;
- H. g. guirina (Sclater, PL, 1856) — від західної і центральної Колумбії до західного Еквадору і крайнього північно-західного Перу;
- H. g. huambina Stolzmann, 1926 — південно-східна Колумбія, схід Еквадору, північний схід Перу і західна Бразилія;
- H. g. boliviana Zimmer, JT, 1947 — східна Болівія і північно-західна Аргентина;
- H. g. amazonica Zimmer, JT, 1947 — центральна Бразилія (на південь від Амазонки, між річками Мадейра і Тапажос);
- H. g. guira (Linnaeus, 1766) — східна Бразилія (від річки Токантінс до Сеари, Гояса і північно-західної Пари);
- H. g. fosteri (Sharpe, 1905) — південно-східна Бразилія, Парагвай і північно-східна Аргентина.

## Поширення і екологія
Чорнощокі танагрики мешкають в Колумбії, Венесуелі, Гаяні, Французькій Гвіані, Суринамі, Бразилії, Еквадорі, Перу, Болівії, Аргентині і Парагваї. Вони живуть в кронах вологих рівнинних тропічних лісах, на узліссях, в галерейних лісах, саванах і на плантаціях. Зустрічаються на висоті до 1000 м над рівнем моря. Живляться плодами, листям і нектаром.